# Los chicos y la calle
Los chicos y la calle  es una película documental de Argentina filmada en colores dirigida por Carlos Echeverría sobre su propio guion escrito en colaboración con Narcisa Hirsch y Laura Linares. Tuvo el título alternativo de El c.A.I.N.A.: Los chicos de la calle y se exhibió el 10 de septiembre de 2002 en la Facultad de Derecho dentro del Ciclo de Cine y Política.

## Sinopsis
Los protagonistas de este filme son distintos chicos en situación de calle en la ciudad de Buenos Aires, con especial referencia al CAINA (centro de atención integral a la niñez y adolescencia), el único hogar de día que funcionaba en ese momento en la ciudad, y también quienes trabajan con mucho esfuerzo en su contención y en la búsqueda de su reinserción familiar y comunal.